# Евсеев, Вилли
Ви́лли Евсе́ев (нем. Willi Evseev; 14 февраля 1992, Темиртау, Казахстан) — немецкий футболист, полузащитник клуба «Меппен».

## Биография
Родился в Казахстане, но его семья эмигрировала в Германию, когда он был ребёнком.
В конце февраля 2014 года подписал трёхлетний контракт с «Нюрнбергом». Летом 2017 года Вилли Евсеев подписал контракт с клубом Третьего дивизиона «Ганза». Летом 2019 года после того, как у Евсеева истек контракт с «Ганзой», он присоединился к клубу «Меппен» из Третьей лиги. Контракт с клубом был заключен на 2 года.